# Amerykańska Unia Geofizyczna
Amerykańska Unia Geofizyczna (ang. American Geophysical Union, skr. AGU) – organizacja zrzeszająca geofizyków, która liczy ok. 50 000 członków z całego świata. AGU koncentruje się na propagowaniu nauk geofizycznych (nauki o atmosferze i oceanie, fizyka Ziemi, hydrologia, fizyka przestrzeni kosmicznej) poprzez publikowanie czasopism naukowych, organizację konferencji naukowych, uczestnictwo i organizowanie programów badawczych.
AGU istnieje od 1919 roku i zostało utworzone przez amerykański National Research Council. Od 1972 roku jest organizacją otwartą dla naukowców i studentów z całego świata. AGU wydaje szereg czasopism naukowych z dziedziny geofizyki. Jednym z najbardziej znanych jest „Journal of Geophysical Research” (JGR) oraz „Geophysical Research Letters” (GRL). AGU wydaje też biuletyn EOS, w którym zamieszczane są aktualne informacje z geofizyki.